# Wakatsuki
Il Wakatsuki (若月? lett. "Primo quarto di luna") è stato un cacciatorpediniere della Marina imperiale giapponese, sesta unità della classe Akizuki. Fu varato nel novembre 1942 dai cantieri Mitsubishi a Nagasaki.
Inviato alla base oceanica di Truk in agosto, partecipò alle manovre della flotta da battaglia nei mesi successivi e combatté senza particolari risultati nella caotica battaglia della baia dell'imperatrice Augusta (1º-2 novembre 1943), sopravvivendo poi al raid del 5 novembre su Rabaul. Assegnato alla 61ª Divisione nel corso del 1944, passò la prima parte dell'anno soprattutto in missioni di scorta a naviglio militare e mercantile; fu poi presente sia alla battaglia del Mare delle Filippine (19-20 giugno), sia a quella del Golfo di Leyte (23-25 ottobre): in nessuna delle due fu capace di proteggere efficacemente le portaerei. Ripiegò in Giappone solo per essere richiamato a Manila e formare con altri cacciatorpediniere la copertura a un convoglio diretto a Ormoc. Fu affondato da un massiccio attacco aereo la mattina dell'11 novembre, nella baia della città.

## Servizio operativo

### Costruzione
Il cacciatorpediniere Wakatsuki fu ordinato nell'anno fiscale edito dal governo giapponese nel 1939. La sua chiglia fu impostata nel cantiere navale della Mitsubishi, a Nagasaki, il 9 marzo 1942 e il varo avvenne il 29 novembre dello stesso anno; fu completato il 31 maggio 1943. Il comando fu affidato al capitano di fregata Yasuatsu Suzuki e la nave fu assegnata all'11ª Squadriglia cacciatorpediniere, dipendente dalla 1ª Flotta e demandata all'addestramento delle nuove unità in tempo di guerra.

### 1943
L'8 giugno il Wakatsuki si trovava nella rada di Hashirajima quando la nave da battaglia Mutsu esplose accidentalmente in porto; l'equipaggio contribuì dunque alle operazioni di salvataggio. Il 15 agosto, completata la preparazione, lasciò Kure alla volta della base d'oltremare di Truk, dove era concentrata la flotta da battaglia nipponica. A metà settembre la Quinta Flotta statunitense effettuò una serie di incursioni aeronavali nel Pacifico centrale e, da Truk, i giapponesi si prepararono a intervenire; il 18 il Wakatsuki salpò al seguito delle altre unità, ma arrivate nell'area dell'atollo di Eniwetok le navi constatarono il ripiegamento dell'avversario e, il 25, erano di nuovo in rada. Un mese più tardi un'altra sortita in massa verso Eniwetok fu ripetuta dalla 2ª e 3ª Flotta, sulla scorta di informazioni di intelligence, per anticipare gli statunitensi e agganciarli in battaglia: tuttavia non si palesò alcuna formazione americana e tutte le navi, compreso il Wakatsuki, tornarono a Truk per il 26 ottobre. Quattro giorni più tardi caricò a bordo un certo numero di equipaggi aeronautici e partì verso la piazzaforte di Rabaul, dove si ormeggiò il giorno successivo; fu però subito aggregato alle magre forze dell'8ª Flotta, assieme alla 5ª Divisione incrociatori lì presente, per partecipare a un contrattacco navale a Bougainville, sulla quale gli statunitensi erano sbarcati in mattinata. Le fonti indicano che il Wakatsuki era già stato assegnato alla 10ª Squadriglia cacciatorpediniere del contrammiraglio Morikazu Ōsugi, dipendente dalla 3ª Flotta, ma senza far parte organica di una divisione. Nella battaglia della baia dell'imperatrice Augusta, svoltasi confusamente nella notte tra il 1º e il 2 novembre, i giapponesi furono respinti con perdite e il Wakatsuki si limitò a sparare genericamente contro le navi statunitensi, pare senza mettere a segno alcun colpo; rischiò anzi di collidere con l'incrociatore pesante Haguro. Riguadagnata Rabaul, vi fu sorpreso il 5 con numerose altre unità da guerra da una massiccia incursione di gruppi imbarcati statunitensi: ne uscì comunque solo con danni superficiali. Nel pomeriggio salpò a fianco dell'avariato incrociatore pesante Chikuma e lo scortò per un tratto lungo la rotta verso Truk, quindi tornò a Rabaul e nella notte del 6 novembre vigilò su un limitato controsbarco a nord della testa di ponte americana su Bougainville. Tra l'11 e il 14 scortò la nave appoggio sommergibili Chogei a Truk, dove si fermarono alcuni giorni prima di salpare il 18, con l'incrociatore leggero Kashima, alla volta di Kure; lasciate qui le due navi, il Wakatsuki proseguì per Yokosuka, nel cui arsenale fu raddobbato a partire dal 25 novembre.

### 1944 e l'affondamento

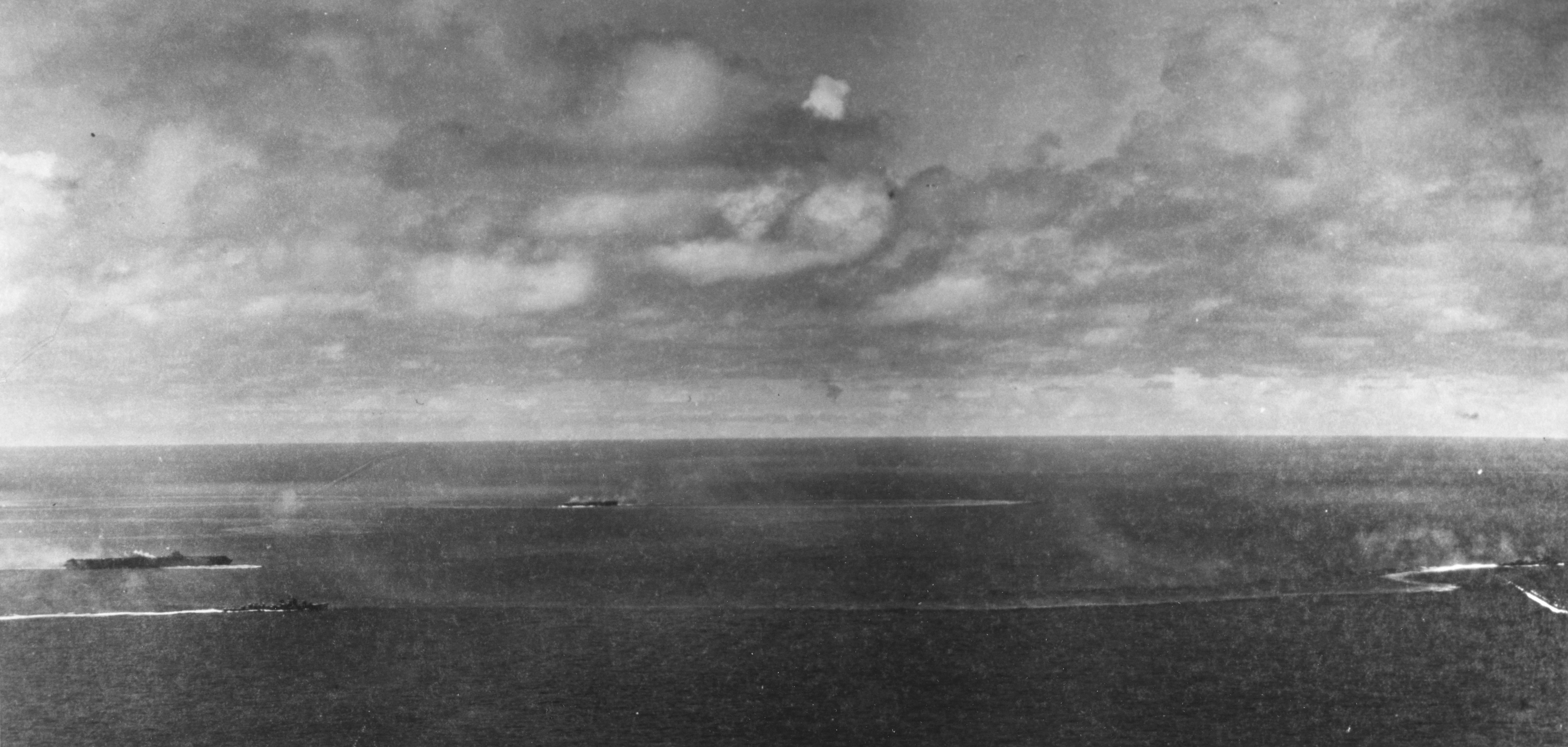
Il Wakatsuki (a sinistra in primo piano) fornisce fuoco contraereo alla Zuikaku (in secondo piano) durante la battaglia di Capo Engaño del 25 ottobre 1944; al centro, sullo sfondo, la Zuiho. Entrambe le portaerei sono già gravemente danneggiate

Non si sa di preciso quando il Wakatsuki fu assegnato alla 61ª Divisione, comprendente l'Akizuki, l'Hatsuzuki e il Suzutsuki (comunque fermo per riparazioni), ma per il febbraio 1944 ne faceva già parte. Con l'Hatsuzuki e altre unità di scorta affiancò le portaerei Shokaku e Zuikaku, dirette alla città di Singapore; si diresse quindi alla rada protetta delle isole Lingga, nuova base d'oltremare per parte della flotta da battaglia nipponica: in ogni caso, tra il 15 marzo e il 4 aprile, fu occupato a tornare in Giappone per assumere la difesa ravvicinata della nuova portaerei Taiho e guidarla sino alle Lingga. Il mese successivo espletò uguale missione di scorta, assieme ad altri cacciatorpediniere, per accompagnare all'ancoraggio di Tawi Tawi uno scaglione della 1ª Flotta mobile – comando superiore che riuniva la 2ª e la 3ª Flotta. Da metà maggio il Wakatsuki e i gemelli furono occupati in attività di pattugliamento antisommergibile e di guardia al traffico navale attorno Tawi-Tawi; il 6 giugno, mentre capitanava lo schermo difensivo di un convoglio di petroliere diretto a Balikpapan per fare il pieno di carburanti, il Wakatsuki soccorse i quarantacinque superstiti del cacciatorpediniere Minazuki, distrutto da un battello avversario. L'11 giugno le due squadre iniziarono i preparativi per partire alla volta delle isole Marianne, ove erano imminenti operazioni anfibie statunitensi: il Wakatsuki seguì la divisione d'appartenenza e le altre navi all'isola di Guimaras, da dove la Flotta mobile proseguì per il Mar delle Filippine. Nel corso della battaglia del 19-20 giugno la 61ª Divisione fu inserita nell'anello difensivo per la 1ª Divisione portaerei (Taiho, Shokaku, Zuikaku), peraltro senza riuscire a proteggerle convenientemente: la Shokaku e la Taiho, infatti, caddero vittima di due sommergibili. Il Wakatsuki e i gregari sganciarono bombe di profondità senza successo e, nel primo pomeriggio, aiutarono a salvare gli equipaggi delle portaerei in affondamento; il Wakatsuki, in particolare, recuperò la scialuppa sul quale si trovavano il viceammiraglio Jisaburō Ozawa e lo stato maggiore della 1ª Flotta mobile, fortunosamente sopravvissuti al disastro della Taiho. Il cacciatorpediniere fece trasbordare gli ufficiali sull'incrociatore pesante Haguro. Perduta la battaglia, il Wakatsuki ripiegò con il resto della flotta fino all'isola di Okinawa e, infine, nella baia di Hashirajima. Fu poi integrato, tra l'8 e il 20 luglio, nella forza di copertura a un gruppo di naviglio pesante che trasferì sostanziosi rinforzi a Okinawa e a Manila, prima di fermarsi alle Lingga; si trattene circa due mesi nell'area, prima di tornare il 19 settembre a Kure inquadrato nella difesa di un convoglio. In quest'occasione l'unità fu oggetto di potenziamenti. Il direttore del tiro Type 94 poppiero fu rimpiazzato con una quinta installazione tripla di Type 96 da 25 mm e, sul ponte di coperta, comparvero svariati altri cannoni automatici, tutti su affusto singolo: non è però noto il numero preciso e solo una fonte elettronica indica dodici pezzi. L'equipaggiamento elettronico si arricchì di un radar Type 13 per la scoperta aerea, assicurato all'albero tripode di poppavia; infine la scorta di bombe di profondità crebbe a settantadue, sebbene l'incremento potesse già essere occorso in precedenza.

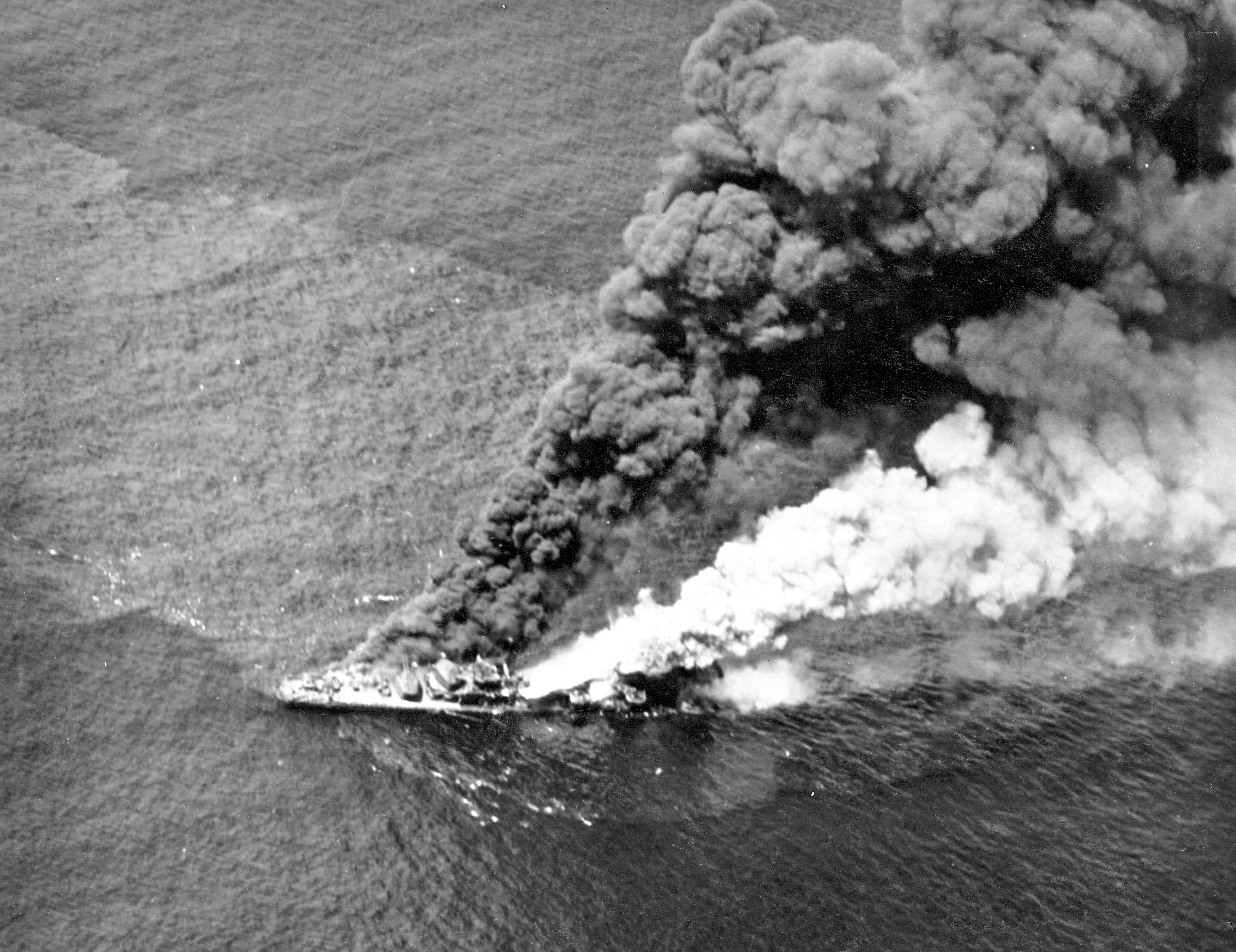
Il Wakatsuki, divorato dagli incendi e devastato nella baia di Ormoc: la prua è già sommersa e l'unità esplose poco dopo lo scatto della fotografia

Portatosi a Ōita, fu affiancato al gemello Suzutsuki rimesso a nuovo per vigilare su convoglio diretto all'isola di Formosa: la missione iniziò il 16 ottobre ma, dopo poche ore, il Suzutsuki fu duramente colpito da un sommergibile; il Wakatsuki assisté il gregario immobile e ne difese il traino a Kure. Intanto il comando della 61ª Divisione era stato informato che la squadra portaerei avrebbe partecipato alla complessa operazione Shō-Gō 1 nel settore delle Filippine: la flotta, calando dalle acque metropolitane, doveva attirare lontano dal Golfo di Leyte la Terza Flotta statunitense e liberare il passo alla squadra di corazzate e incrociatori pesanti del viceammiraglio Takeo Kurita, che avrebbe fatto strage dell'apparato anfibio del nemico. Il pomeriggio del 20 ottobre, subito dopo gli sbarchi americani a Leyte, la 3ª Flotta salpò dal canale di Bungo; il viceammiraglio Ozawa si collocò a nord-est di Luzon e fu localizzato da ricognitori statunitensi solo il 24 ottobre, dopo aver spinto avanti la 61ª Divisione e la 4ª Divisione portaerei (in realtà formata dalle corazzate ibride Ise e Hyuga). Dal mattino presto del 25 i gruppi imbarcati statunitensi si presentarono a intervalli regolari e si accanirono sulle portaerei: la 61ª Divisione era parte dell'anello difensivo della Zuikaku e della Zuiho, ma non riuscì a contenere i decisi attacchi dei velivoli avversari e pure l'Akizuki fu affondato. Nel pomeriggio il Wakatsuki e il Kuwa si prodigarono nel recuperare i molti naufraghi delle due portaerei e, sul far della sera, ripiegarono con la copertura dell'Hatsuzuki, agganciato e distrutto da una squadra navale statunitense arrivata a dare il colpo di grazia alla 3ª Flotta.
Le altre due navi riuscirono così a tornare in Giappone ma, già il 29 ottobre, il Wakatsuki fu distaccato per accompagnare l'incrociatore leggero Oyodo fino a Manila, raggiunta il 1º novembre. Si trattenne in porto e una settimana più tardi fu aggregato all'operazione TA, l'invio convoglio dopo convoglio di rinforzi a Leyte, per alimentare la resistenza della 35ª Armata. Fece parte della scorta per il quarto convoglio, che salpò l'8 dalla baia della capitale, ma due giorni dopo fu riassegnato al terzo gruppo di rifornimento (che era partito in ritardo) con i cacciatorpediniere Shimakaze (nave ammiraglia), Naganami, Hamanami e Asashimo: le navi arrivarono la mattina dell'11 novembre nella baia di Ormoc, il principale punto d'approdo dei rinforzi, dove però erano in attesa ben 350 velivoli della Task force 38. Tutti i quattro cargo furono annientati nei primi attacchi, quindi gli aviatori statunitensi si gettarono sui cacciatorpediniere in fuga. Pur impiegando al massimo la contraerea, il Wakatsuki fu raggiunto da diversi colpi, perse progressivamente velocità e potenza e, per le 11:30, era del tutto fuori controllo, preda di grossi incendi e con gravissimi danni. Circa dieci minuti dopo una violenta esplosione – con ogni probabilità cagionata dai siluri a bordo – annientò letteralmente il Wakatsuki, i cui resti sprofondarono in poco tempo a sud di Ormoc (10°50′N 124°35′E). Non si hanno dati certi sul numero di vittime, ma è noto che il capitano Suzuki rimase ucciso e che tra gli equipaggi del Wakatsuki e dello Shimakaze ci furono complessivamente 131 sopravvissuti.
Il 10 gennaio 1945 il Wakatsuki fu depennato dalla lista del naviglio in servizio con la Marina imperiale.